# Archinotodelphyidae
Archinotodelphyidae är en familj av kräftdjur. Archinotodelphyidae ingår i ordningen Cyclopoida, klassen Maxillopoda, fylumet leddjur och riket djur. Enligt Catalogue of Life omfattar familjen Archinotodelphyidae 2 arter. 
Kladogram enligt Catalogue of Life:
| Archinotodelphyidae | \| \| Archinotodelphys \| \| \| \| \| \| Pararchinotodelphys \| \| \| \| |
|                     | \| \| Archinotodelphys \| \| \| \| \| \| Pararchinotodelphys \| \| \| \| |
|                     | Ascidicolidae                                                            |
|                     |                                                                          |
|                     | Buproridae                                                               |
|                     |                                                                          |
|                     | Cyclopidae                                                               |
|                     |                                                                          |
|                     | Cyclopinidae                                                             |
|                     |                                                                          |
|                     | Enteropsidae                                                             |
|                     |                                                                          |
|                     | Fratiidae                                                                |
|                     |                                                                          |
|                     | Haplostomidae                                                            |
|                     |                                                                          |
|                     | Lernaeidae                                                               |
|                     |                                                                          |
|                     | Notodelphyidae                                                           |
|                     |                                                                          |
|                     | Oithonidae                                                               |
|                     |                                                                          |
|                     | Psammocyclopinidae                                                       |
|                     |                                                                          |
|                     | Thaumatopsyllidae                                                        |
|                     |                                                                          |
|                     | Archinotodelphys                                                         |
|                     |                                                                          |
|                     | Pararchinotodelphys                                                      |
|                     |                                                                          |

|  | Archinotodelphys    |
|  |                     |
|  | Pararchinotodelphys |
|  |                     |